# A Budapesti Füvészkert Pálmaháza
A Budapesti Füvészkert Pálmaháza egy műemléki védelem alatt álló magyar épület.

## Története
Budapesten 1847-ben nyílt meg a József nádor támogatásával megvásárolt telken a botanikus kert. Közel két évtizeddel megnyitása után, 1864 és 1865 között épült fel. Az európai viszonylatban is jelentős méretű épület Diescher József tervei alapján került kivitelezésre. Mintája egy schönbrunni botanikus kert épülete (véletlenül egy teleltető épület, úgynevezett oranzsériá) volt, és tömör tetővel került kivitelezésre. 
A Pálmaház a második világháború során megsérült, teteje el is pusztult. Helyreállítására (üveg tetővel) száz évvel a megnyitása után, 1965–1966-ben került sor id. Kotsis Iván vezetésével. 2009–2011-ben Mányi István Építész Stúdiója újabb rekonstrukciókat hajtott végre rajta. A felújítás során akadálymentes megközelíthetőségűvé tették a csarnok belsejét, páramentesítő fűtőtesteket építettek be, korszerűsítették a világítóberendezéseket, beleértve a téli hónapokban a növények számára szükséges mesterséges napfényt biztosító reflektorok beszerelését is.

## Jellemzői
A fehér falburkolattal rendelkező, mértéktartó díszítéssel ellátott, felül nagyrészt üveges csarnokot acélszürke, öntöttvas oszlopok és gerendák tartják.
Az épületben nevéhez híven pálmákat tartanak számos más fajú növénnyel együtt.

## Érdekességek
- Az épület szerepel Molnár Ferenc A Pál utcai fiúk című könyvében is.
- A kertben több kisebb, Pálmaház-szerű épület is van, nagyobb Pálmaházat pedig A Fővárosi Állat- és Növénykertben lehet meglátogatni.